# Úmaro Embaló
Úmaro Embaló (Bissau, 6 mei 2001) is een Portugees-Guinee-Bissaus voetballer die bij voorkeur als rechtsbuiten speelt. 

## Clubcarrière

### SL Benfica
Embaló werd in 2015 door SL Benfica weggehaald uit de jeugd van AD Oeiras. Gedurende zijn tijd in de jeugd van SL Benfica werd hij in verband gebracht met Real Madrid, Manchester United, RB Leipzig en PSV. In 2020 bereikte hij met SL Benfica onder 19 de finale van de UEFA Youth League die verloren ging tegen Real Madrid. Namens het tweede elftal van SL Benfica speelde hij 59 wedstrijden op het tweede niveau van Portugal, waarin hij zes doelpunten scoorde.

### Fortuna Sittard
Embaló ondertekende op 31 augustus 2022 een vierjarig contract bij Fortuna Sittard in de Eredivisie. Naar verluidt betaalde Fortuna Sittard een transfersom van € 1.000.000 aan SL Benfica, waar Embaló nog een contract had tot 2024. Embaló debuteerde voor Fortuna Sittard op 17 september 2022 als vervanger van Tijjani Noslin in de competitiewedstrijd tegen Excelsior Rotterdam (1–0 zege). Vijftien dagen later maakte hij zijn basisdebuut in de thuiswedstrijd tegen FC Volendam en droeg hij met het openingsdoelpunt van afstand bij aan een 2–0 overwinning.
Op 29 augustus 2023 werd hij uitgeleend met een aankoopoptie aan het Spaanse FC Cartagena, een ploeg uit de Segunda División A. De speler kon gedurende zijn zestien officiêle wedstrijden tijdens de heenronde niet overtuigen, waardoor het huurcontract met onderlinge toestemming stopgezet werd.  In januari 2024 werd hij voor het restant van het seizoen 2023-24 uitgeleend aan het Portugese Rio Ave. Begin 2025 werd hij verhurud aan Vitória de Guimarães.

## Clubstatistieken
| Seizoen         | Club                | Competitie         | Competitie | Competitie | Beker | Beker | Totaal | Totaal |
| Seizoen         | Club                | Competitie         | Wed.       | Dlp.       | Wed.  | Dlp.  | Wed.   | Dlp.   |
| --------------- | ------------------- | ------------------ | ---------- | ---------- | ----- | ----- | ------ | ------ |
| 2018/19         | SL Benfica B        | Liga Portugal 2    | 3          | 0          | —     | —     | 3      | 0      |
| 2019/20         | SL Benfica B        | Liga Portugal 2    | 9          | 2          | —     | —     | 9      | 2      |
| 2020/21         | SL Benfica B        | Liga Portugal 2    | 16         | 0          | —     | —     | 16     | 0      |
| 2021/22         | SL Benfica B        | Liga Portugal 2    | 31         | 4          | —     | —     | 31     | 4      |
| Club totaal     | Club totaal         | Club totaal        | 59         | 6          | 0     | 0     | 59     | 6      |
| 2022/23         | Fortuna Sittard     | Eredivisie         | 26         | 3          | 1     | 0     | 27     | 3      |
| Club totaal     | Club totaal         | Club totaal        | 26         | 3          | 1     | 0     | 27     | 3      |
| 2023/24         | FC Cartagena (huur) | Segunda División A | 15         | 0          | 1     | 0     | 16     | 0      |
| Club totaal     | Club totaal         | Club totaal        | 15         | 0          | 1     | 0     | 65     | 0      |
| 2023/24         | Rio Ave FC (huur)   | Primeira Liga      | 14         | 1          | 0     | 0     | 14     | 1      |
| Club totaal     | Club totaal         | Club totaal        | 14         | 1          | 0     | 0     | 14     | 1      |
| Carrière totaal | Carrière totaal     | Carrière totaal    | 114        | 10         | 2     | 0     | 116    | 10     |

Bijgewerkt t/m 9 juni 2024.

## Interlandcarrière
Embaló debuteerde op 24 november 2015 voor Portugal onder 16 tegen België. Op 25 augustus 2016 debuteerde hij voor Portugal onder 17 met een doelpunt tegen de Verenigde Staten. Tussen 12 en 17 april 2017 speelde hij vier wedstrijden voor Portugal onder 16, waarin hij zes keer scoorde, tegen Mexico, Engeland, Japan en Frankrijk. Embaló kreeg op 8 november 2017 een rode kaart in de oefeninterland van Portugal onder 17 tegen Engeland. Hij nam in mei 2018 deel aan het EK onder 17 in Engeland. Portugal werd in de groepsfase uitgeschakeld. Embaló bleef in de eerste wedstrijd tegen Noorwegen (0–0) op de reservebank, mocht in de tweede wedstrijd tegen Slovenië (4–0) invallen en startte in de laatste wedstrijd tegen Zweden. Hij debuteerde op 7 september 2018 voor Portugal onder 19 tegen Italië. In februari 2019 speelde hij drie interlands namens Portugal onder 18. Hij scoorde in de tweede wedstrijd, tegen Slowakije. Door blessureleed miste Embaló het EK onder 19 in Armenië in juli 2019. Op dit toernooi bereikte Portugal de finale.